# Тэа
«Тэа» — опера в четырёх картинах русского композитора Владимира Ребикова на текст одноимённой символической поэмы Антония Воротникова. Написана в 1904 году. Сам композитор определил жанр своего произведения как «музыкально-психологическая драма».

## Действующие лица
- Тэа — сопрано
- Гэйос — тенор
- Старик — баритон
- 4 служительницы Тэи — сопрано (2) и меццо-сопрано (2)
- Видение славы — мелодекламация
- Видение любви — мелодекламация
- Видение милосердия — мелодекламация

## Сюжет
В возвышающемся над морем замке пребывает в заточении Тэа, дочь могущественного повелителя («царя царей»). Ей не известны люди и присущие им чувства. К Тэа приходят видения любви, славы и милосердия, но они не в силах растопить её холодное сердце. Однажды в замок, в котором заточена Тэа, донеслись песни молодого рыбака Гэйоса. Очарованная ими Тэа спустилась вниз к людям и ответила взаимностью на любовь простого рыбака. Но земная любовь оказывается для Тэа чрезмерно прозаичной и грубой, она не приносит ей счастья. Тэа не может возвратиться назад в свой мир. Единственным выходом для неё становится смерть, которая избавляет Тэа от страданий.

## Анализ
Опера «Тэа» представляет собой синтетическое произведение, в котором наряду с элементами оперы присутствуют характерные черты вокально-симфонической поэмы и кантаты. Опера стала второй в цикле «драм духа» композитора после «Ёлки». В опере Ребикова нашла своё отражение ницшеанская идея о соотношении двух начал бытия — материального и духовного, «дионисийского» и «аполлонического». Об этом свидетельствуют и авторские ремарки Ребикова к опере. Тэа, выступающая олицетворением души, согласно описанию композитора, являет собой «поэтической наружности девушку лет 18-ти» в белой одежде без рукавов, «вся она — светлое, чистое и высокопоэтическое существо». В свою очередь, Гэйос, символизирующий материю, описан как «красивый юноша, бледный, с чёрными вьющимися волосами» в античном греческом одеянии, который «полон силы и жизни». Влияние символизма подчёркивает художественное оформление. Декорация первой картины, по указанию Ребикова, должна быть выполнена в стиле швейцарского живописца Арнольда Бёклина, одного из выдающихся представителей символизма в европейском изобразительном искусстве XIX века.
Действие в опере «Тэа» сводится к минимуму и выражается в четырёх статичных картинах, соответствующих определённым стадиям «жизни духа»: холодное божественное одиночество сменяется любовным томлением и ожиданием встречи, а затем — жаждой смерти. Финальная часть оперы, в которой смерть приводит к душевному просветлению-освобождению, коррелирует с апокалиптическими предчувствиями творческой интеллигенции России начала XX века.